# Radiats
Els radiats (Radiata) són els animals amb simetria radial del subregne dels eumetazous.
Aquest grup es va proposar com a clade però ha estat desestimat per parafilètic.